# Mahamadou Landouré
 (août 2023).
Mahamadou Landouré, né à Djenné au Mali le 10 mai 2009, est un espoir du basket-ball malien dès ses 13 ans. Il joue au poste de pivot au Real Madrid en catégorie « moins de 14 ans ». 
À seulement 13 ans, il mesure 2,11 mètres. Il commence le basket-ball dans son pays natal, le Mali avant d’être repéré par le FC Barcelone dans la Spanish basket-ball academy, grâce au contact de son agent Ahmed Abderrahim.
Lors de la saison 2022-2023, il joue pour l’équipe du Réal Madrid.
Il s’inspire des meilleurs pivots de la NBA pour son style de jeu comme Wilt Chamberlain et Shaquille O’Neal, ce dernier étant son idole.

## Biographie
Mahamadou Landouré, né à Djenné au Mali le 10 mai 2009, est un espoir du basket-ball malien dès ses 13 ans. Il joue au poste de pivot au Real Madrid en catégorie « moins de 14 ans ».
À seulement 13 ans, il mesure 2,11 mètres. Il commence le basket-ball dans son pays natal, le Mali avant d’être repéré par le FC Barcelone dans la Spanish basket-ball academy, grâce au contact de son agent Ahmed Abderrahim.
Lors de la saison 2022-2023, il joue pour l’équipe du Réal Madrid.
Il s’inspire des meilleurs pivots de la NBA pour son style de jeu comme Wilt Chamberlain et Shaquille O’Neal, ce dernier étant son idole.

## Carrière
Il connaît une forte popularité et médiatisation durant la « mini cup endesa », un tournoi U14 de mi-saison rassemblant les meilleurs espoirs du pays, avec des performances moyennes de 19,2 points, et 17,4 rebonds.
Lors de la finale opposant le Real Madrid et le FC Barcelone le 20 mars 2023, il réalise une performance plus que remarquable de 56 points, 33 rebonds, 5 contres et 33 fautes provoquées, permettant ainsi au Real Madrid de l’emporter face au FC Barcelone (84-74) devant 8 630 fans et de devenir par la même occasion le MVP de la compétition.

## Style de jeu
Doté d’un gabarit et d’une taille hors-norme, il est un pivot ultra dominant dans la raquette en défense comme en attaque mais dispose d’un niveau fragile de shoot au lancer franc pour un pivot moderne (14/24 en finale).